# Uzerche
Uzerche – miejscowość i gmina we Francji, w regionie Nowa Akwitania, w departamencie Corrèze.
Według danych na rok 1990 gminę zamieszkiwało 2813 osób, a gęstość zaludnienia wynosiła 118 osób/km² (wśród 747 gmin Limousin Uzerche plasuje się na 32. miejscu pod względem liczby ludności, natomiast pod względem powierzchni na miejscu 268.).

## Galeria

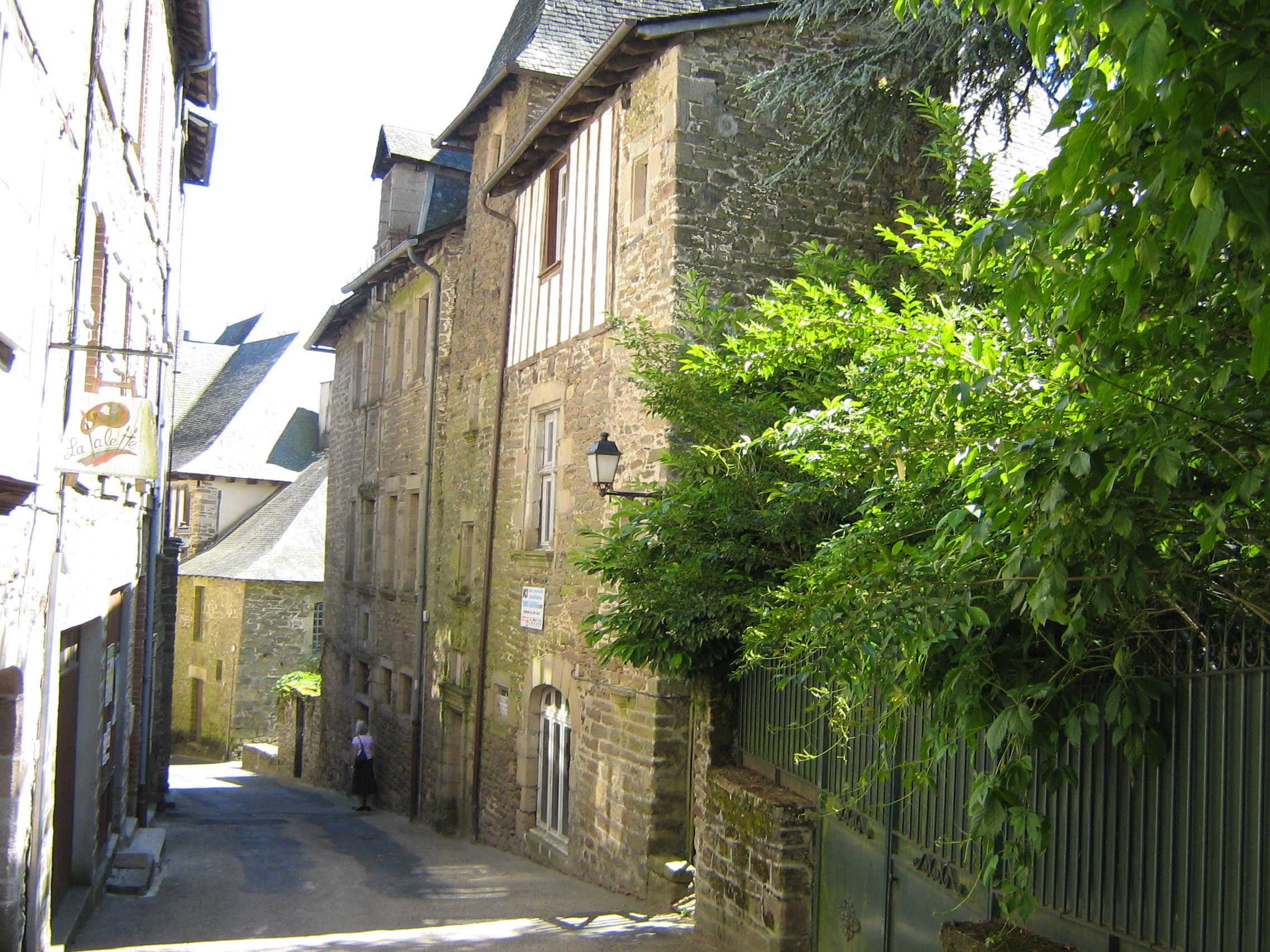
Stara uliczka w Uzerche, 2008
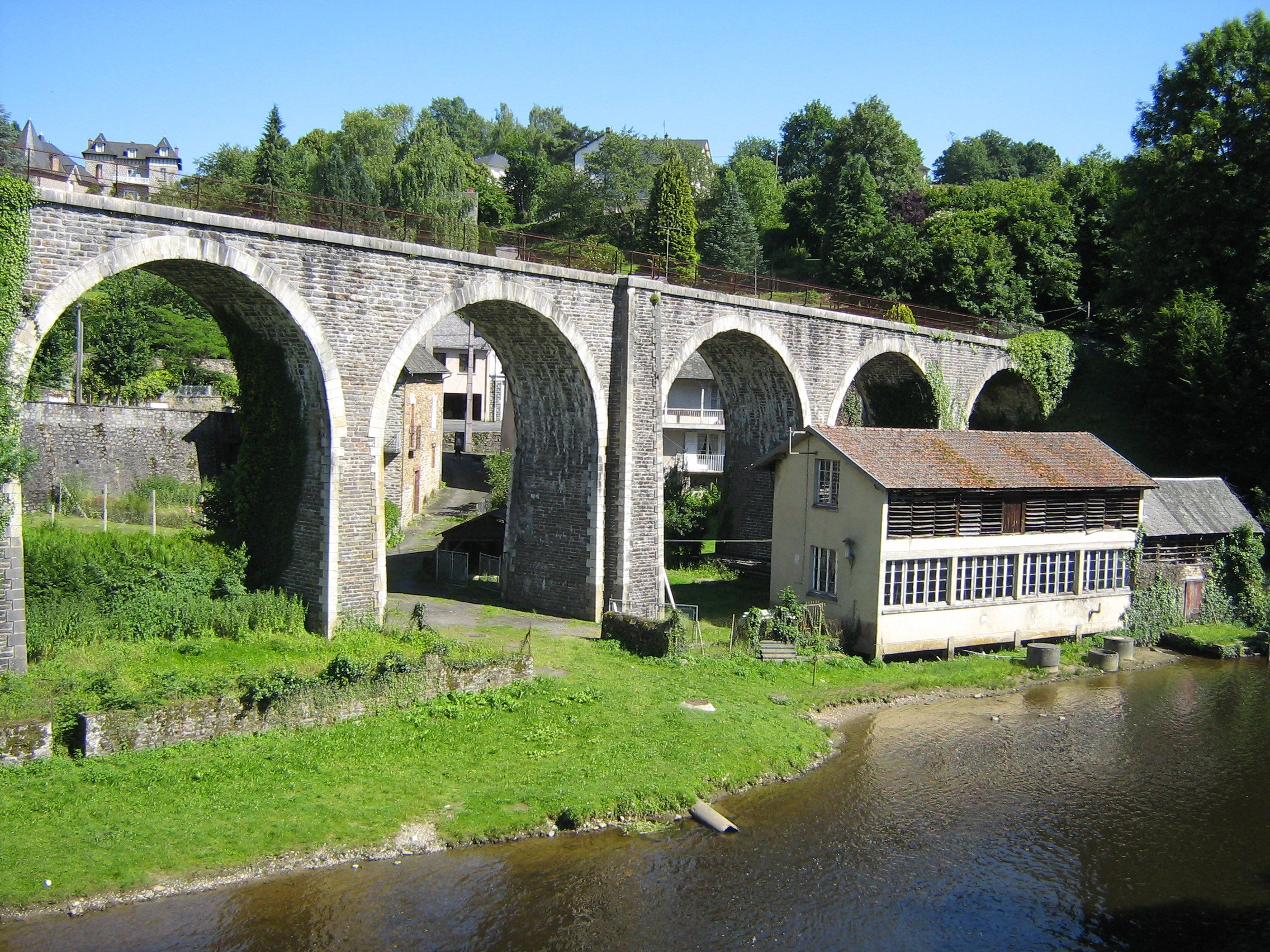
Wiadukt kolejowy w Uzerche, 2008
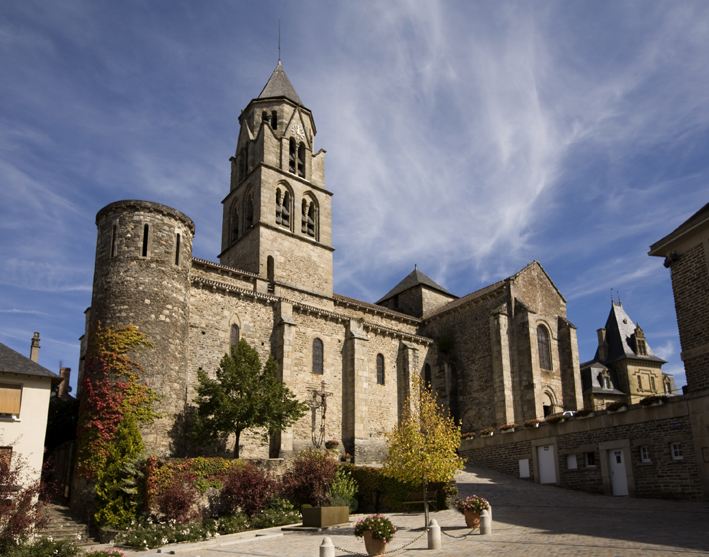
Opactwo św. Piotra w Uzerche, 2008
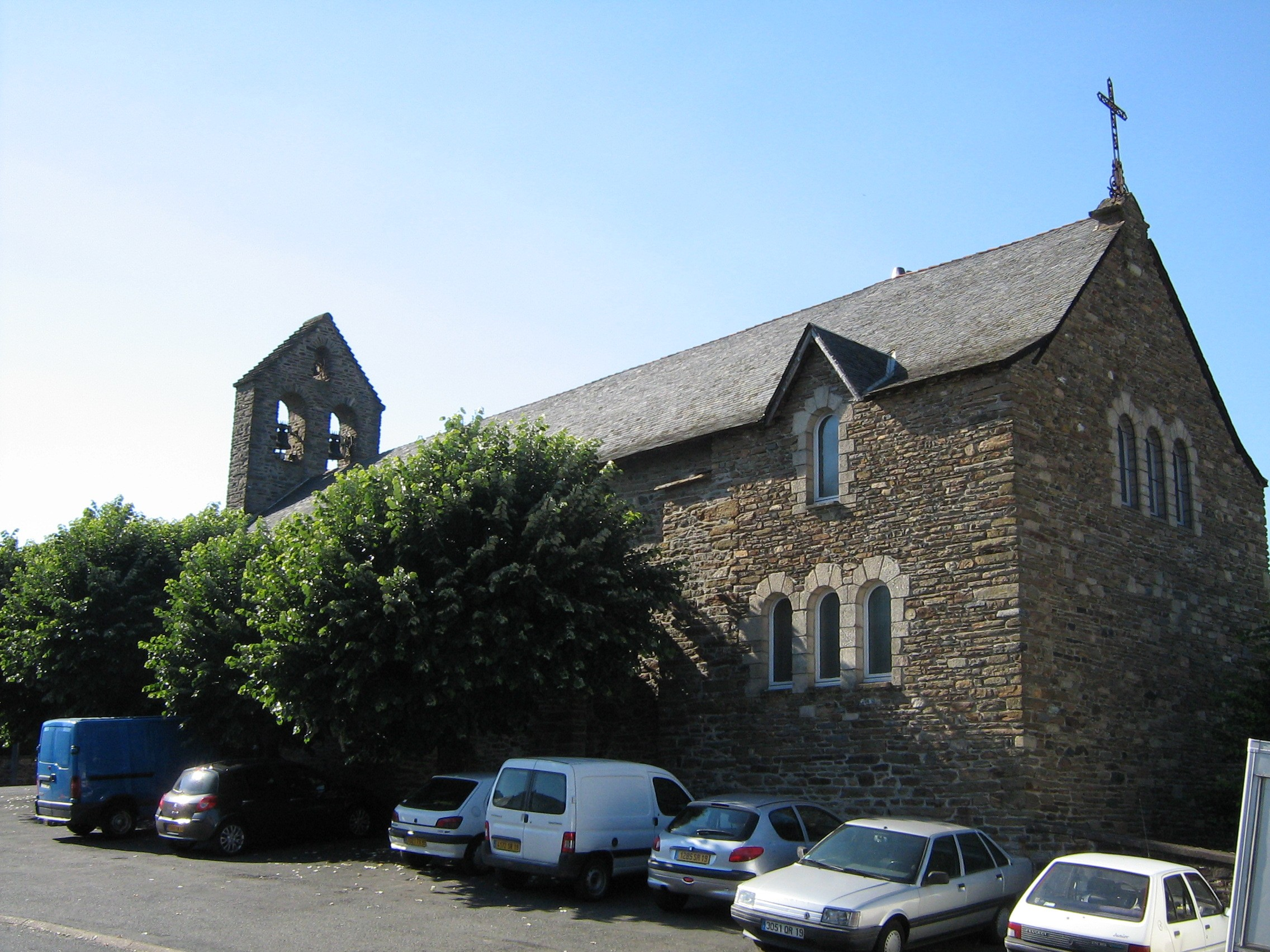
Kościół św. Eulalii w Uzerche, 2008